# Pod hobanat
Un pod hobanat este un tip de pod, care este alcătuit din unul sau mai mulți piloni, din care pornesc cablurile care ancorează tablierul podului. O trăsătură distinctivă sunt cablurile („hobanele”), care pornesc direct de la pilon înspre platformă, formând un model asemănător unui evantai. Acest tip de pod este diferit de  podul suspendat, în cazul căruia cablurile care susțin puntea, sunt suspendate vertical de un cablu principal, ancorat la ambele capete ale podului și desfășurat între piloni. Podul hobanat este optim pentru deschideri mai lungi, decât în cazul podurilor în consolă care ar deveni, astfel, foarte grele, și sunt mult mai eficiente decât  podurile suspendate ale căror cablare ar fi mult mai dificilă și mai costisitoare.

## Tipuri
Există patru tipuri majore de montaj pe poduri hobanate: mono, harpă, evantai și stea.
Designul mono folosește un singur cablu de la pilon la pilon și este cel mai puțin utilizat.
În designul harpă sau paralel, cablurile sunt aproape paralele, astfel încât înălțimea atașării lor la pilon este proporțională cu distanța de la pilon la montarea lor pe tablier.
În designul evantai, toate cablurile se conectează sau trec peste vârful piloanelor. Sistem evantai este superior structural cu un moment minim aplicat piloanelor, dar, din motive practice, evantaiul modificat (numit și semi-evantai) este preferat, mai ales acolo unde sunt necesare multe cabluri. În designul modificat al evantaiului, cablurile au capetele aproape de vârful pilonului, dar sunt suficient de distanțate unul față de celălalt pentru a permite o terminație mai bună, o protecție îmbunătățită a mediului și un acces bun la cablurile individuale pentru întreținere.
În designul stea, un alt design relativ rar, cablurile sunt distanțate unul lângă altul pe turn, ca și designul harpei, dar se conectează la un punct sau la un număr de puncte apropiate de pe punte.

Diferența de design dintre tipurile de poduri hobanate
Sistem mono
Sistem harpă
Sistem evantai
Sistem stea

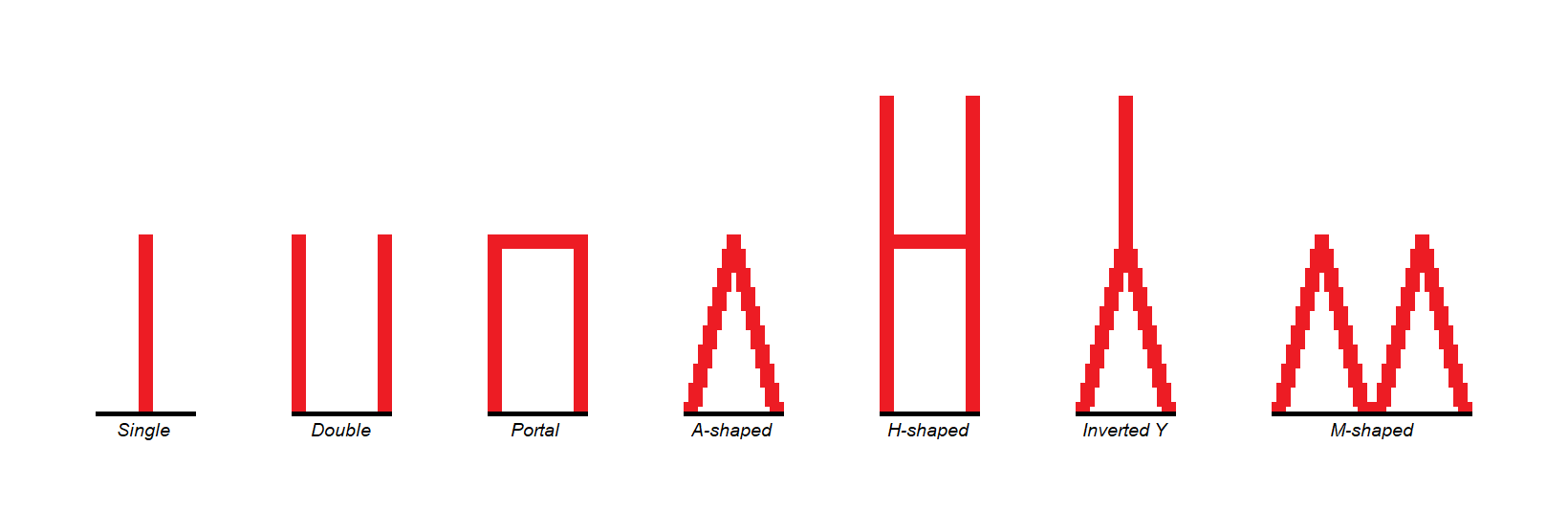
Toate cele șapte tipuri de piloni

Pilonii pot avea forme diferite: simplă, dublă, portal, forma A, forma H, Y întors și forma M. Ultimele trei sunt aranjamente hibride, care combină două aranjamente diferite într-unul singur.
Forma  simplă folosește o singură coloană pentru suportul cablurilor, de obicei proiectată prin centrul tablierului, dar în unele cazuri situată pe una dintre părți. Exemple: Viaductul Millau în Franța și Podul Sunshine Skyway în Florida.
Forma dublă plasează perechi de piloni pe ambele părți ale tablierului. Exemple: Podul Øresund între Danemarca și Suedia, și Podul Zolotoy în Rusia.
Portalul este similară cu forma dublă, dar are o a treia parte care conectează vârfurile celor două coloane pentru a forma o formă asemănătoare unei uși sau portal. Aceasta oferă rezistență suplimentară, în special împotriva sarcinilor transversale. Exemple: Podul Hale Boggs în Louisiana și Podul Kirumi în Tanzania.
Designul forma A este similar conceptului de portal, dar atinge același obiectiv prin înclinarea celor două coloane una către cealaltă, întâlnindu-se la vârf, eliminând necesitatea celei de-a treia părți. Exemple: Podul Arthur Ravenel Jr. în Carolina de Sud, Podul Helgeland în Norvegia și Podul Christopher S. Bond în Missouri.
Designul forma H combină portalul la bază cu aranjamentul dublu la vârf. Exemple: Podul Grenland în Norvegia, Podul Vasco da Gama în Portugalia și Podul John James Audubon în Louisiana.
Designul Y întors combină aranjamentul forma A la bază cu aranjamentul simplu la vârf. Exemple: Podul de la Normandia în Franța și Podul Incheon în Coreea de Sud.
Designul formă M combină două aranjamente forma A, fiecare pilon fiind pe partea celuilalt, formând un M. Acest tip de design este rar și este utilizat în principal în poduri largi unde un aranjament forma A solitar ar fi prea slab. Exemple: Podul Fred Hartman în Texas și podul său soră planificat, Podul Ship Channel, de asemenea în Texas.
În funcție de design, piloanele pot fi verticale, înclinate sau curbate în raport cu tablierul podului.

## Poduri hobanate în lume
|    | Imagine | Nume                                         | Înălțimea platformei (m) | Deschidere maximă (m) | An   | Tip (destinație)                  | Tip (structural)           | Țară       | Locație                                                                     | Note   |
|    |         |                                              |                          |                       |      |                                   |                            |            |                                                                             |        |
| -- | ------- | -------------------------------------------- | ------------------------ | --------------------- | ---- | --------------------------------- | -------------------------- | ---------- | --------------------------------------------------------------------------- | ------ |
| 1  |         | Duge (北盘江第一桥)                          | 565                      | 720                   | 2016 | rutier (Hangzhou–Ruili)           | hobanat (râul Beipan)      | China      | Guizhou, Yunnan 26°23′11.8″N 104°40′31.8″E / 26.386611°N 104.675500°E       | [ 4 ]  |
| 2  |         | Yachi (鸭池河特大桥)                         | 434                      | 800                   | 2016 | rutier (Guiyang-Qianxi)           | hobanat (fluviul Wu)       | China      | Qingzhen, Guizhou 26°50′56.9″N 106°8′14.5″E / 26.849139°N 106.137361°E      | [ 5 ]  |
| 3  |         | Baluarte (Puente Baluarte Bicentenario)      | 390                      | 520                   | 2013 | rutier (Reynosa-Villa Unión)      | hobanat (fluviul Baluarte) | Mexic      | Pueblo Nuevo, Durango 23°32′5.1″N 105°45′35.6″V / 23.534750°N 105.759889°V  | [ 6 ]  |
| 4  |         | Liuguanghe Xiqian (息黔高速公路六广河特大桥) | 375                      | 580                   | 2017 | rutier (Xiqian Expressway)        | hobanat (fluviul Wu)       | China      | Liutongxiang, Guizhou 27°04′43.3″N 106°24′03.2″E / 27.078694°N 106.400889°E | [ 7 ]  |
| 5  |         | Liuchong (六冲河特大桥)                      | 340                      | 438                   | 2013 | rutier (Zhijin-Qianxi)            | hobanat (râul Liuchong)    | China      | Zhijin, Guizhou 26°48′29.3″N 105°53′7.5″E / 26.808139°N 105.885417°E        | [ 8 ]  |
| 6  |         | Pingtang (平塘特大桥)                        | 305                      | 550                   | 2019 | rutier (Pingtang-Luodian)         | hobanat (râul Caodu)       | China      | Pingtang, Guizhou 25°47′09.2″N 107°03′20.1″E / 25.785889°N 107.055583°E     | [ 9 ]  |
| 7  |         | Viaductul Millau (Viaduc de Millau)          | 277                      | 342                   | 2004 | rutier (Clermont-Ferrand-Béziers) | hobanat (râul Tarn)        | Franța     | Millau, Aveyron 44°5′6.8″N 3°1′18″E / 44.085222°N 3.02167°E                 | [ 10 ] |
| 8  |         | Wulingshan (武陵山大桥)                      | 263                      | 360                   | 2009 | rutier (Baotou–Maoming)           | hobanat (râul Houzao)      | China      | Pengshui, Chongqing 29°30′0.4″N 108°30′9.3″E / 29.500111°N 108.502583°E     | [ 11 ] |
| 9  |         | Gongshuihe (贡水河大桥)                      | 260                      | 400                   | 2015 | rutier (S73 Enlai)                | hobanat (râul Niucao)      | China      | Xuan'en, Hubei 29°56′45.3″N 109°25′21.9″E / 29.945917°N 109.422750°E        | [ 12 ] |
| 10 |         | Wujiang Yuqing (乌江特大桥)                  | 260                      | 360                   | 2016 | rutier                            | hobanat (fluviul Wu)       | China      | Goupitanzhen, Guizhou 27°26′30.1″N 107°31′40.6″E / 27.441694°N 107.527944°E | [ 13 ] |
| 11 |         | Malinghe (马岭河大桥)                        | 241                      | 360                   | 2011 | rutier (Shantou–Kunming)          | hobanat (râul Maling)      | China      | Xingyi, Guizhou 25°9′33.2″N 104°56′34″E / 25.159222°N 104.94278°E           | [ 14 ] |
| 12 |         | Shennongxi (神农溪大桥)                      | 225                      | 320                   | 2013 | rutier (Shanghai–Chengdu)         | hobanat (pârâul Shennong)  | China      | Yanduhezhen, Hubei 31°9′3.6″N 110°19′20.8″E / 31.151000°N 110.322444°E      | [ 15 ] |
| 13 |         | Wuzuo (武佐河特大桥)                         | 225                      | 380                   | 2015 | rutier (Xiamen–Chengdu)           | hobanat (râul Wuzuo)       | China      | Yinazhen, Guizhou 26°49′50.7″N 105°35′19.2″E / 26.830750°N 105.588667°E     | [ 16 ] |
| 14 |         | Viaductul Corgo (Viaduto do Corgo)           | 220                      | 300                   | 2013 | rutier (Matosinhos-Amarante)      | hobanat (râul Corgo)       | Portugalia | Vila Real, Vila Real 41°16′41.6″N 7°45′2.7″V / 41.278222°N 7.750750°V       | [ 17 ] |
| 15 |         | Tieluoping (铁罗特大桥)                      | 209                      | 322                   | 2009 | rutier (Shanghai–Chongqing)       | hobanat                    | China      | Langpingzhen, Hubei 30°37′6.5″N 110°28′30.4″E / 30.618472°N 110.475111°E    | [ 18 ] |
| 16 |         | Wujiang Nanmudu 乌江特大桥                   | 200                      | 320                   | 2018 | rutier (Lanzhou–Haikou)           | hobanat (fluviul Wu)       | China      | Nanmuduzhen, Guizhou 27°21′25.9″N 107°00′07.5″E / 27.357194°N 107.002083°E  | [ 19 ] |
| 17 |         | Beipanjiang Wang'an (北盘江岩架大桥)         | 200                      | 328                   | 2015 | rutier (S62 Wang'an)              | hobanat (râul Beipan)      | China      | Ceheng, Guizhou 25°04′13.1″N 105°57′18.0″E / 25.070306°N 105.955000°E       | [ 20 ] |